# Åsa Torstensson
Åsa-Britt Maria Torstensson (ur. 25 marca 1958) – szwedzka polityk i samorządowiec, od 2006 do 2010 minister infrastruktury.

## Życiorys
Z wykształcenia pracownik socjalny, do 1982 kształciła się w Östersund. Pracowała jako pomoc pielęgniarska i asystent ds. młodzieży w administracji gminy Tanum. Później zatrudniona w sekretariacie Partii Centrum. Od 1985 do 2006 była radną gminy Strömstad, w latach 1995–1998 stała na czele miejskiej egzekutywy w Strömstad.
W 1998 po raz pierwszy uzyskała mandat deputowanej do Riksdagu z listy centrystów. Od tego czasu skutecznie ubiegała się o reelekcję na kolejne kadencje.
Po zwycięstwie centroprawicy w wyborach krajowych w 2006 zrezygnowała z zasiadania w parlamencie w związku z powołaniem w skład rządu. W gabinecie Fredrika Reinfeldta została ministrem infrastruktury w Ministerstwie Gospodarki (szw. Näringsdepartamentet), odpowiedzialnym m.in. za transport, pocztę i technologie informacyjne. Urząd ten sprawowała do 5 października 2010. W wyborach w 2010 uzyskała reelekcję do Riksdagu.